# أيغيزارد (أرارات)
مدينة أيغيزارد (بالأرمينية:Այգեզարդ) (بالإنجليزية: Aygezard)‏ هي إحدى المدن التابعة لمقاطعة أرارات في أرمينيا. يقدر عدد سكانها بـ 3267 نسمة حسب الإحصاء الذي جرى عام 2011.